# サハグループ
サハグループ（Saha Group）は、タイの企業グループ。

## 概要
1942年に創業者のティアム・チョクワタナー（Thiam Chokwatana）が立ち上げた企業グループで タイの４大財閥に扱われる。現在はタイ国内を中心に300以上の関連会社を抱える。2012年現在のグループ総帥はブンヤシット・チョクワタナー（Boonsithi Chokwatana）。タイ最大の卸商社であるサハパタナピブンを創業の流れとしてるため、「サハパタナピブングループ」「サハパットグループ」(サハパットはサハパタナピブル社の呼称)と言われた時代もあるが現在は下記展示会に統一し「サハグループ」と呼ばれる。
タイ全土に4ヶ所(シラチャ、カビンブリ、ランプーン、メソット)の私営工業団地を持ち、製造から卸まで幅広い分野でビジネスを行っている。
また、タイ東部のシラチャを重点的に開発しており、タイ日協会日本人学校(日本人学校シラチャ)に土地を寄付している(一部) 他、周辺地域を東急電鉄と宅地開発を行い、商業施設J-Parkシラチャを独自で運営。
1997年より、毎年6月から7月にかけてタイ国内で「Saha Group Fair ～サハ・グループ輸出・貿易展示会～」として、グループ各社及び業務提携先の商品を一同に集めた展示会を開催している。
タイ国内において日本企業との合弁を積極的に進めている。主な合弁相手としてはライオン、ワコール、イトキン、セコム、グンゼ、早稲田大学とタイ早稲田日本語学校、文化服装学院、ツルハホールディングス、住友商事、あらた、サトレストランシステムズ、西濃運輸、東急電鉄　など。